# Pasu Sar
Pasu Sar, Passu Sar oder Pasu I ist ein 7478 m hoher Berg im Batura Muztagh, einem Teilbereich des Karakorum. 
Zusammen mit seinem Nebengipfel, dem 7284 m hohen Pasu Diar (⊙) (auch Pasu East, Pasu II), bildet er das Pasu-Massiv.

## Lage

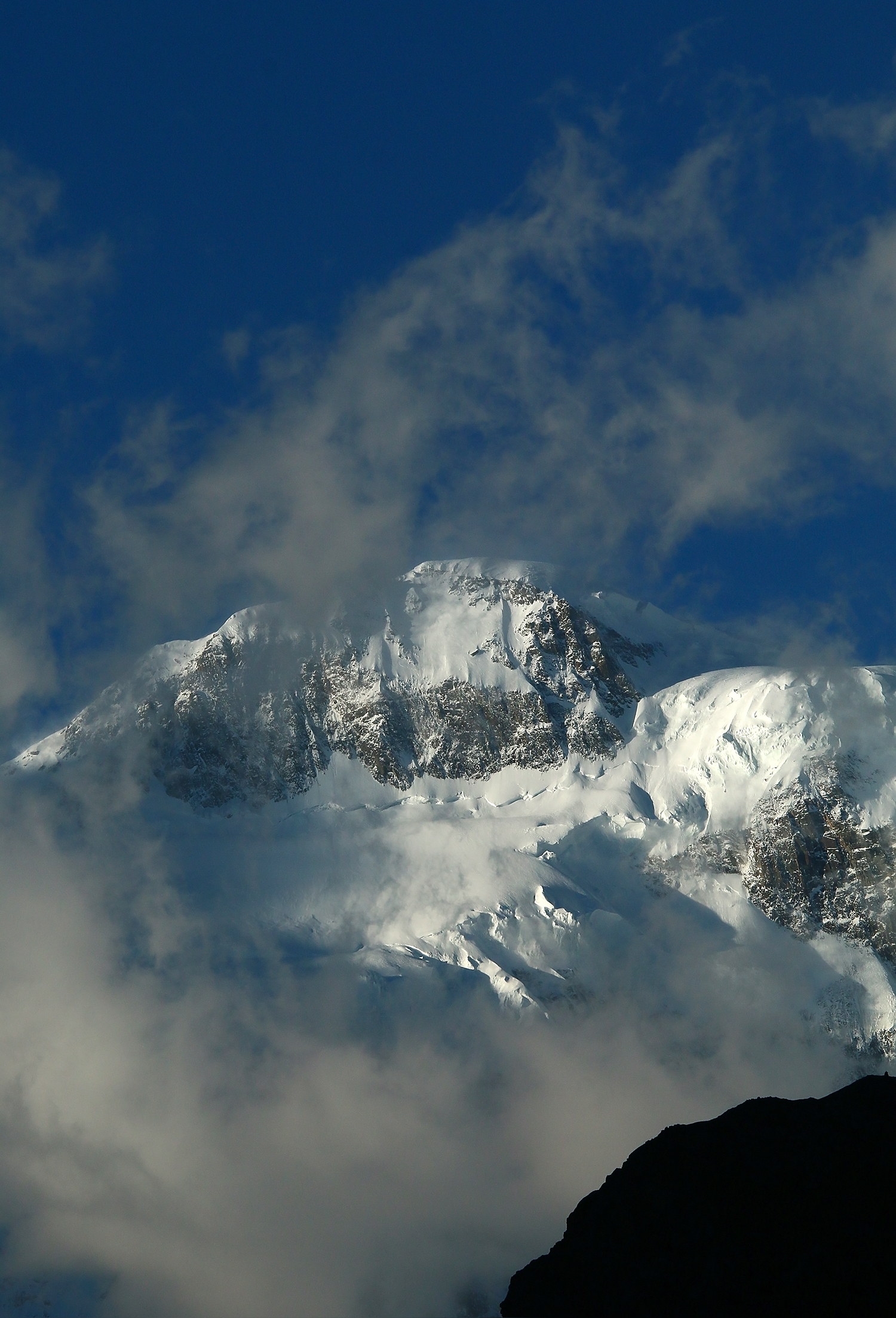
Südwand des Pasu Sar

Der Pasu Sar befindet sich westlich des Hunzatales in der autonomen Region Gilgit-Baltistan, dem nördlichsten Teil Pakistans. Sein Gipfel liegt ungefähr 7 km vom Batura Sar entfernt und befindet sich auf dem Hauptkamm des Batura Muztagh. Sein östlicher Nachbar auf dem Hauptkamm ist der Shispare, auf seinen Südgrat folgt der Sangemarmar Sar.
Der Pasu II liegt östlich des Hauptgipfels. Hier teilt sich der Bergkamm in einen nördlichen Arm, der zum Hunzatal absteigt, und einen südlichen Arm, der die Verlängerung der Karakorum-Hauptkette über Shispare und Ultar Sar darstellt und der ebenfalls zum Hunzatal abfällt. Zwischen beiden Armen fließt der Passugletscher nach Osten zum Hunzatal. Nördlich des Nordarms und des Hauptgipfels fließt der Baturagletscher.

## Besteigungsgeschichte
Der Pasu Sar wurde am 7. August 1994 von den Deutschen Dirk Naumann, Ralf Lehmann, Volker Wurnig und Max Wallner erstbestiegen. Auf- und Abstieg erfolgten auf Skiern. Die ebenfalls geplante Besteigung des Pasu Diar (Pasu II) scheiterte am schlechten Wetter.
Der Pasu Diar wurde schon im Jahr 1978 über den Südostgrat erstbestiegen.